# Dossenheim-Kochersberg
Dossenheim-Kochersberg település Franciaországban, Bas-Rhin megyében. Lakosainak száma 324 fő (2022. január 1.). Dossenheim-Kochersberg Fessenheim-le-Bas, Quatzenheim, Schnersheim és Wiwersheim községekkel határos.

## Népesség
A település népességének változása:
| Lakosok száma | 231  | 267  | 290  | 294  | 293  | 300  | 308  | 316  | 324  |
|               | 2013 | 2015 | 2016 | 2017 | 2018 | 2019 | 2020 | 2021 | 2022 |